# Bhaisipankha
Bhaisipankha (nep. भइसिपंखा) – gaun wikas samiti we wschodniej części Nepalu w strefie Kośi w dystrykcie Bhojpur. Według nepalskiego spisu powszechnego z 2001 roku liczył on 574 gospodarstw domowych i 3019 mieszkańców (1591 kobiet i 1428 mężczyzn).